# Hasse Jeppson
Hans « Hasse » Jeppson, né le 10 mai 1925 à Kungsbacka en Suède et mort le 21 février 2013 à Rome, est un footballeur suédois.
Il évoluait au poste d'attaquant. Ses principales qualités étaient sa force, sa rapidité et son aptitude à marquer.

## Parcours professionnel

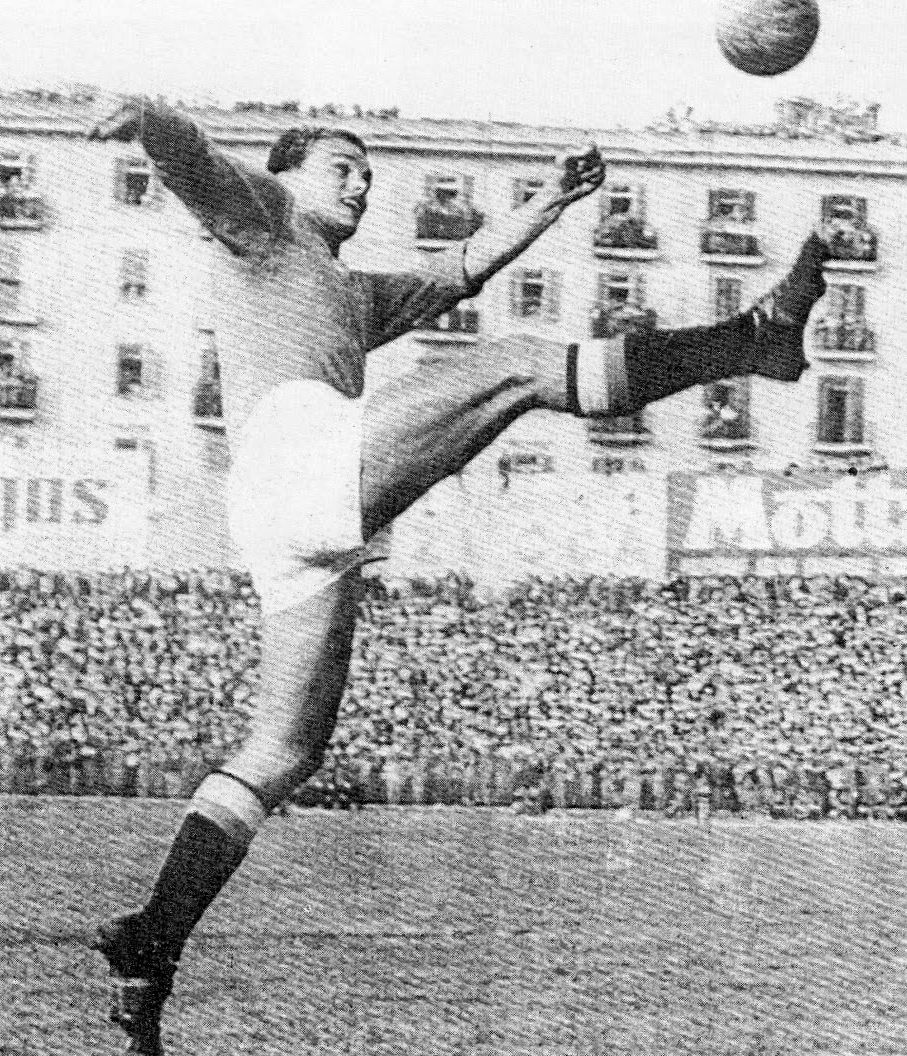
Jappson avec le Napoli dans les années 1950

Son parcours commence au Kungsbacka IF. Puis il est transféré à l'Örgryte IS, et enfin à Djurgårdens IF. Il est consacré meilleur buteur du championnat suédois lors de la saison 1950-1951 en inscrivant 17 buts. Ses bonnes performances en club le font alors logiquement atteindre la sélection nationale.
Ses excellents matchs lors de la Coupe du monde de football de 1950, où il inscrit 2 buts, attirent l'attention de Charlton, équipe anglaise, qui l'achète en 1951. Après la petite aventure anglaise (14 buts en 11 matches), il déménage pour l'Italie et l'Atalanta : il marque 22 buts durant la saison 1951-1952. Il rejoint ensuite le Napoli, pour la somme de 107 millions de lires.
À Naples, Jeppson y reste jusqu'en 1956, en marquant un total de 52 buts. Il a notamment comme coéquipiers Amedeo Amadei et Luis Vinicio. Le parcours professionnel de Jeppson finit en 1957, après une saison avec le Torino FC, où il réussit à conquérir l'amour des supporters du Torino grâce à deux buts qu'il inscrit dans le derby contre la Juventus.

## Palmarès
- 3e de la Coupe du monde de football 1950 avec la Suède